# روزا فون براونهايم
روزا فون براونهايم (من مواليد 25 نوفمبر 1942) مخرج أفلام ألماني ومؤلف ورسام وأحد أشهر نشطاء حقوق المثليين في ألمانيا والنمسا وسويسرا. خلال أكثر من 50 عامًا، أنتج فون براونهايم أكثر من 150 فيلمًا (أفلام قصيرة وطويلة). أثرت أعماله على تطور حركات حقوق مجتمع الميم في جميع أنحاء العالم.
بدأ حياته المهنية المرتبطة بالسينما الألمانية الجديدة عضوًا بارزًا في مدرسة برلين لصناعة الأفلام السرية. أخذ اسم الأنثى الفنية روزا فون براونهايم لتذكير الناس بالمثلث الوردي الذي كان على المثليين أن يرتدوه في معسكرات الاعتقال النازية، وكذلك حي براونهايم في فرانكفورت حيث نشأ. كان فون براونهايم رائدًا في سينما الكوير، وكان ناشطًا في حركة حقوق المثليين. كان من أوائل المدافعين عن الوعي بمرض الإيدز والجنس الآمن، لكنه كان شخصية مثيرة للجدل حتى داخل مجتمع المثليين. تتمحور أفلامه حول مواضيع ذات صلة بالمثليين وشخصيات نسائية قوية، وتتميز بالإفراط وتوظف أسلوب المعسكر. قدم شخصيات مثل كيث هارينغ، ولاري كرامر، ودياماندا جالاس، وويليام س. بوروز، وألين غينسبيرغ، وجوديث مالينا، وجيف سترايكر، وجاين كاونتي، وديفاين وعدد من نجوم وارهول.

## النشأة
وُلد فون براونهايم باسم هولجر رادتك في ريجا، سجن لاتفيا المركزي أثناء الاحتلال الألماني للاتفيا في الحرب العالمية الثانية. توفيت والدته البيولوجية عام 1946 في مستشفى الطب النفسي في برلين ويتناور هيلستاتن. بعد ولادته، تُرك للتبني. عرف هذه الحقائق فقط عندما أخبرته والدته بالتبني، غيرترود ميشويتسكي، عام 2000. اكتشف مصير والدته البيولوجية عام 2006 بعد تحقيق مطول. وثق سعيه في فيلم أُمّين (2007).
حصل على اسم هولجر ميتشفيتسكي وقضى سنواته الأولى في برلين الشرقية. في عام 1953، هرب مع عائلته من ألمانيا الشرقية إلى ألمانيا الغربية، أولاً إلى راينلاند، وانتقل لاحقًا إلى فرانكفورت. بعد أن ترك براونهايم المدرسة الثانوية لما قبل الجامعة في فرانكفورت، درس في كلية التصميم في أوفنباخ. انتقل بعدها إلى جامعة برلين للفنون حيث درس الفنون الجميلة لكنه لم يتخرج. عمل في البداية رسامًا، لكنه اختار في النهاية مهنة صناعة الأفلام.

## المسيرة المهنية
في أواخر الستينيات، بدأ في تجربة الكتابة السينمائية والإبداعية. ظهر لأول مرة مع فيرنر شرويتر بأفلام تجريبية وقصيرة، مثل أخوات الثورة (1968) وسامويل بيكيت (1969)، والتي سرعان ما اشتهر بها. في منتصف الستينيات اتخذ الاسم الفني روزا فون براونهايم، وهو عبارة عن لفظ منحوت من حي براونهايم في فرانكفورت وكلمة روزا الألمانية التي تدل على اللون الوردي، في إشارة إلى المثلث الوردي الذي كان على السجناء المثليين أن يرتدوه في معسكرات الاعتقال. تزوج براونهايم من الممثلة كارلا أولولو عام 1969. وانتهى الزواج بعد ذلك بعامين بالطلاق. خلال هذه الفترة نفسها، تعاون أيضًا مع ألفي ميكيش في عدد من مشاريع الأفلام.
أنتِج أول فيلم روائي طويل كبير لبراونهايم عام 1970: الداعمون، وهو محاكاة ساخرة للزواج البرجوازي. أصبح فيلمًا طائفة، والذي كان له تتمة في عام 1973 بعنوان برلين بيتفورست. في عام 1971، أثار أيضًا ضجة بفيلمه الوثائقي «ليس المثلي هو المنحرف، ولكن المجتمع الذي يعيش فيه» والذي أدى إلى إنشاء العديد من مجموعات حقوق المثليين وكانت بداية حركة تحرير المثليين الحديثة في ألمانيا والنمسا وسويسرا. أثر هذا الفيلم على المثليين في الولايات المتحدة أيضًا.

## وصلات خارجية
- روزا فون براونهايم في قاعدة بيانات الأفلام على الإنترنت
- الموقع الرسمي